# Waldemar Nicolai Bryggemann Beichmann
Waldemar Nicolai Bryggemann Beichmann (22. januar 1783 på Hedemarken i Norge – 20. august 1862 i København) var en dansk officer.
Han blev døbt i Vange Kirke 28. januar 1783 og var søn af den i 1811 som oberst afskedigede oberstløjtnant ved Søndenfjeldske Dragonregiment Christian Frederik Beichmann og Helle Sophie født Lund. Han beskikkedes til virkelig kadet ved Landkadetkompagniet i 1797 og afgik fra dette som officer til Danske Livregiment 1. januar 1804 med sekondløjtnants karakter fra 10. juni 1803. I 1804 ansattes han med sin havende anciennitet som virkelig sekondløjtnant i Ingeniørkorpset, blev 1806 premierløjtnant og virkede som sådan under Københavns belejring 1807. 1809 udnævntes han til stabskaptajn og var dernæst i en lang årrække, fra 1810 til 1841, ansat som ingeniør ved Nyborg og Korsør Fæstninger, i hvilket tidsrum han efterhånden forfremmedes til virkelig kaptajn 1810, karakteriseret major 1828, virkelig major 1834, karakteriseret oberstløjtnant uden anciennitet 1835, oberstløjtnants anciennitet 1840 og virkelig oberstløjtnant 1841. Ved sin afrejse fra Nyborg samme år blev han æresborger i bemeldte by. Fra 1841 var han dirigerende stabsofficer ved fæstnings- og bygningstjenesten i Københavns Fæstning og Citadellet Frederikshavn; han fik året efter obersts karakter og afskedigedes 31. oktober 1848 som generalmajor. Han døde i København 20. august 1862. Han var Ridder af Dannebrog og Dannebrogsmand.
Beichmann var gift med Margrethe Elisabeth Lund (13. januar 1790 - 23. juli 1833), datter af kgl.  handelsinspektør for de søndre kolonier i Grønland Andreas Molbech Lund og Sophia Amalia født Westfalen, og havde i sit ægteskab syv børn, som alle døde før faderen. 